# Джумабаев, Ташмамат
Ташмамат Джумабаевич Джумабаев (узб. Tashmamat Jumabay o'g'li Jumaboev; 1924—1995) — майор Советской Армии, участник Великой Отечественной войны, Герой Советского Союза (30 октября 1943).

## Биография
Ташмамат Джумабаев родился 24 августа 1924 года в городе Ош Киргизской ССР) в семье рабочего. По национальности узбек. Семья была большая, поэтому, чтобы помочь своим родителям прокормить детей, маленький Ташмамат помогал по хозяйству маме, которая работала поваром в колхозе, между делом помогал трактористам, работавшим в поле. Он рос смышлёным ребёнком. Его детство пришлось на годы коллективизации, повсеместно в Кыргызстане шла борьба против баев и манапов, недобитых басмаческих банд, кулаков. В школе он не очень выделялся среди своих сверстников, но он любил слушать на уроках рассказы учителя о гражданской войне, о борьбе с басмачеством. Получив неполное среднее образование, Ташмамат пошёл работать слесарем на Шелкокомбинат. В начале войны его старший брат был мобилизован в рабочий батальон, Ташмамат пошёл на курсы трактористов-комбайнёров, после окончания которого работал комбайнёром на машинно-тракторной станции села Мады. В октябре 1942 года Джумабаев был призван на службу в Рабоче-крестьянскую Красную Армию. Попал он на Центральный фронт, который стоял под городом Курск. Его направили на курсы командиров стрелкового отделения, которую он успешно закончил и в звании сержанта в марте 1943 года был направлен в действующую армию. К октябрю 1943 года сержант Ташмамат Джумабаев командовал отделением 685-го стрелкового полка 193-й стрелковой дивизии 65-й армии Центрального фронта. Отличился во время битвы за Днепр.
15 октября 1943 года, несмотря на массированный вражеский огонь, Джумабаев со своим отделением первым переправился через реку Днепр в районе посёлка Лоев Лоевского района Гомельской области Белорусской ССР и захватил плацдарм на его западном берегу. Противник предпринял несколько контратак, но все они были успешно отбиты, что позволило удержать плацдарм.
Указом Президиума Верховного Совета СССР от 30 октября 1943 года за «образцовое выполнение боевых заданий командования на фронте борьбы с немецкими захватчиками и проявленные при этом мужество и героизм» сержант Ташмамат Джумабаев в 19 лет был удостоен высокого звания Героя Советского Союза с вручением ордена Ленина и медали «Золотая Звезда» за номером 1643.
В феврале 1944 года жители города Ош с большой радостью встречали своего героя земляка. Сохранились кадры кинохроники 1944 года, которые запечатлели этот исторический момент — приезд героя в свой родной город, огромную радость на лицах встречающих, слёзы матери, дождавшейся своего сына живым.
В 1945 году Джумабаев окончил Харьковское артиллерийское училище, в 1964 году — Ташкентское общевойсковое училище. В 1971 году в звании майора он был уволен в запас. Окончил партийную школу при ЦК КП Киргизской ССР, Последние годы жизни он работал в управлении Памирского автомобильного треста. Проживал и работал в городе Ош. Воспитал семерых детей. Умер 9 января 1995 года.
Был также награждён орденом Отечественной войны 1-й степени и рядом медалей.

## Память
- На Аллее Героев в городе Ош установлен бюст Джумабаева[1].
- Одна из улиц города Ош названа в честь Жумабаева Ташмамата[4]
- На фасаде дома № 35а по улице Исанова города Ош, в котором последние годы проживал Герой, — мемориальная доска.